# Hapsifera septica
Hapsifera septica är en fjärilsart som beskrevs av Edward Meyrick 1908. Hapsifera septica ingår i släktet Hapsifera och familjen äkta malar.
Artens utbredningsområde är Malawi. Inga underarter finns listade i Catalogue of Life.